# Andalgalomys olrogi
Andalgalomys olrogi é uma espécie de roedor da família Cricetidae.
Apenas pode ser encontrada na Argentina.
Os seus habitats naturais são: desertos quentes.